# Ingerophrynus
Genre
Ingerophrynus est un genre d'amphibiens de la famille des Bufonidae.

## Répartition
Les 12 espèces de ce genre se rencontrent dans le sud de la Chine et en Asie du Sud-Est.

## Liste d'espèces
Selon Amphibian Species of the World (16 avril 2013) :
- Ingerophrynus biporcatus (Gravenhorst, 1829)
- Ingerophrynus celebensis (Günther, 1859)
- Ingerophrynus claviger (Peters, 1863)
- Ingerophrynus divergens (Peters, 1871)
- Ingerophrynus galeatus (Günther, 1864)
- Ingerophrynus gollum Grismer, 2007
- Ingerophrynus kumquat (Das & Lim, 2001)
- Ingerophrynus ledongensis (Fei, Ye & Huang, 2009)
- Ingerophrynus macrotis (Boulenger, 1887)
- Ingerophrynus parvus (Boulenger, 1887)
- Ingerophrynus philippinicus (Boulenger, 1887)
- Ingerophrynus quadriporcatus (Boulenger, 1887)

## Étymologie
Le nom de ce genre est formé à partir de Inger, en l'honneur de Robert Frederick Inger, et du mot grec phrynos, le crapaud.

## Publication originale
- Frost, Grant, Faivovich, Bain, Haas, Haddad, de Sá, Channing, Wilkinson, Donnellan, Raxworthy, Campbell, Blotto, Moler, Drewes, Nussbaum, Lynch, Green & Wheeler, 2006 : The amphibian tree of life. Bulletin of the American Museum of Natural History, no 297, p. 1-371 (texte intégral).